# Narenta (incrociatore ausiliario)
Il Narenta è stato un incrociatore ausiliario della Regia Marina, già motonave mista italiana.

## Storia

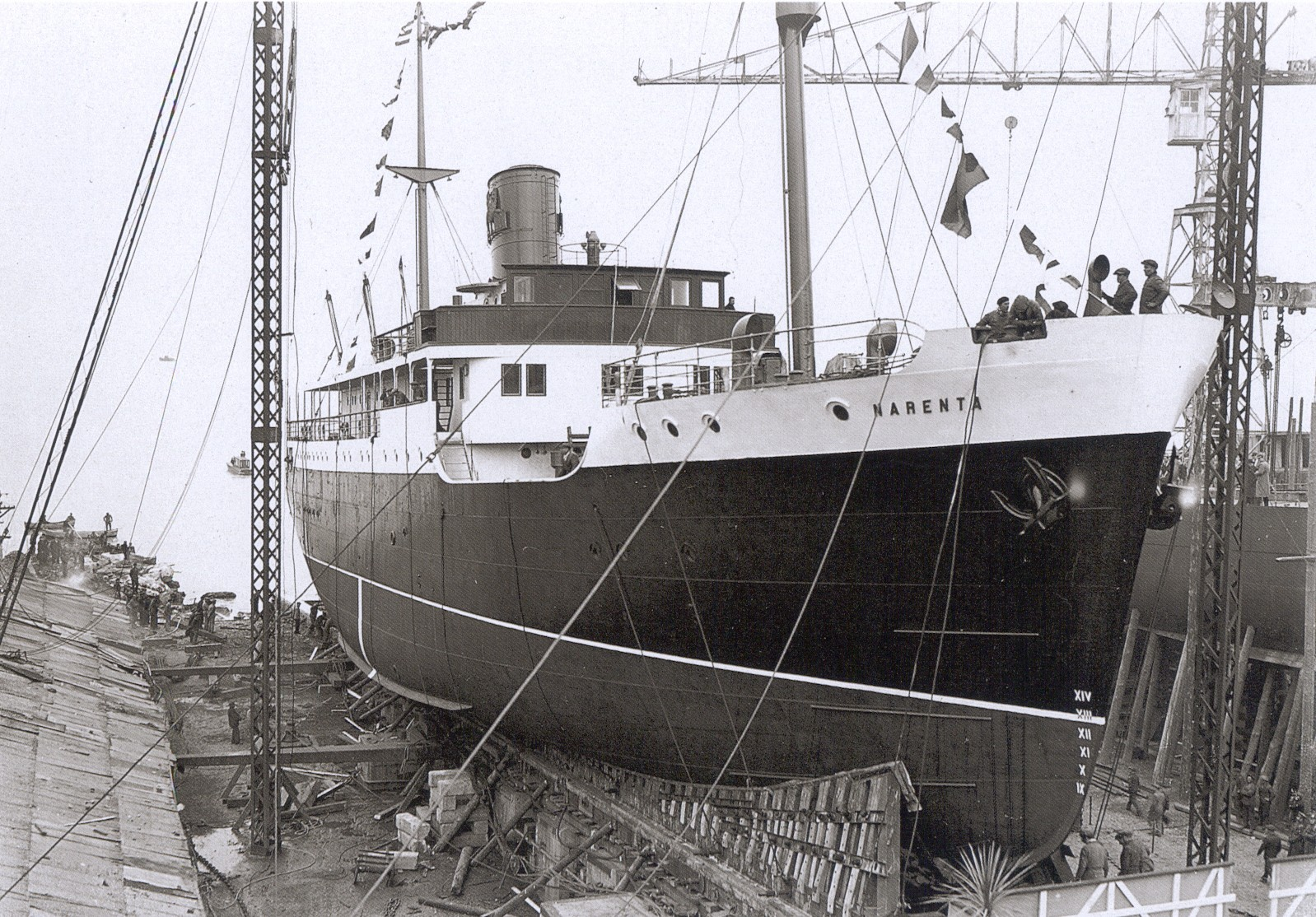
Il varo della Narenta nei Cantieri Navali Riuniti di Ancona.

Costruita nel 1934 nei Cantieri Navali Riuniti di Ancona qualche tempo prima della gemella Loredan (costruita invece nei CRDA di Monfalcone), l'unità era originariamente una piccola motonave mista da 1362 tonnellate di stazza lorda e 615 tonnellate di stazza netta. Due stive della capienza di 1212 metri cubi permettevano una portata lorda di 613 tonnellate, mentre nelle cabine potevano trovare posto in tutto 16 passeggeri, tutti in prima classe. Un motore diesel FIAT della potenza di 1600-1800 HP, consumando 6,6 tonnellate di carburante al giorno, azionava una singola elica, consentendo una velocità di 13,5-14 nodi (per altre fonti 12 o 14,5).
Iscritta con matricola 261 al Compartimento marittimo di Venezia, la nave apparteneva alla Compagnia Adriatica di Navigazione, che il 1º gennaio 1937 cambiò nome in Adriatica Società Anonima di Navigazione, con sede a Venezia. 
Inizialmente utilizzata sulla linea 45 Venezia-Trieste-Dalmazia-Bari, la Narenta venne trasferita il 2 settembre 1939 sulla linea n. 46, da Bari alle Tremiti con scalo Manfredonia.
Tra gli ultimi mesi del 1939 ed i primi del 1940 la motonave compì alcuni viaggi straordinari con destinazione l'Albania e le coste croate del Regno di Jugoslavia. Il 30 gennaio 1940 l'unità venne destinata alla linea 45 modificata, da Venezia a Metcovich, restandovi in servizio sino al 30 maggio dello stesso anno.

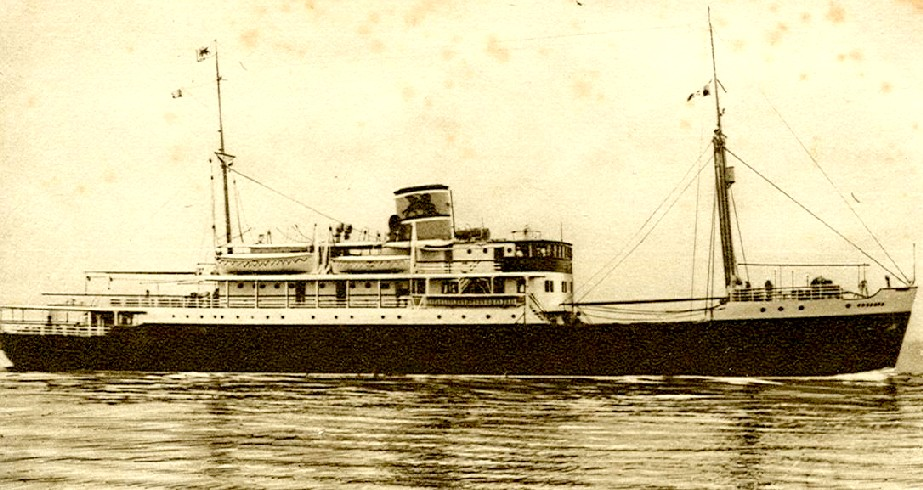
La motonave in navigazione negli anni Trenta, con i colori dell’Adriatica.

Dopo il 30 maggio 1940, nell'imminenza dell'entrata dell'Italia nella seconda guerra mondiale, e poi dopo la dichiarazione di guerra, la nave compì vari viaggi straordinari a disposizione dell'Ente Albanese Gestione Ammassi. Noleggiata dal Ministero della Guerra il 28 ottobre 1940, la Narenta venne utilizzata a noleggio come trasporto sino al 15 maggio 1941.
Nelle prime ore del 24 dicembre 1940 la nave lasciò Brindisi insieme al trasporto truppe Argentina, incontrandosi successivamente, al largo di tale porto, con altri due trasporti truppe, l'Italia ed il Firenze, provenienti da Bari: raggiunto dalle due unità della scorta, l'incrociatore ausiliario Barletta e la torpediniera Andromeda, il convoglio diresse per Valona. Alle 12.25 il convoglio, che si trovava a circa venti miglia da Saseno, venne attaccato dal sommergibile greco Papanikolis: un siluro venne lanciato contro il Barletta, che, avvistata l'arma in tempo, poté evitarla accostando con rapidità. Alle 13.20, tuttavia, il Firenze venne silurato dal Papanikolis in posizione 40°34' N e 19°02' E ed iniziò ad affondare una dozzina di miglia ad ovest/nordovest di Saseno. Grazie all'opera di soccorso del Barletta, che recuperò 874 uomini, e dell’Andromeda, che ne salvò 29, fu possibile limitare le perdite umane a 93 uomini su un totale di 996 imbarcati sul Firenze, che infine, abbandonato alla deriva, affondò nella notte tra il 24 ed il 25 dicembre. 

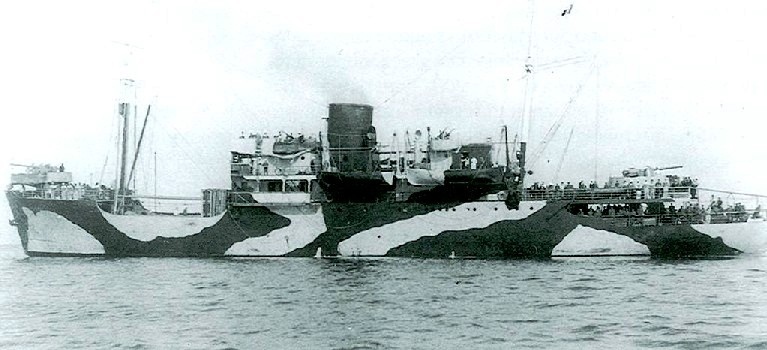
Il Narenta dopo la trasformazione in incrociatore ausiliario.

Dal 18 maggio al 5 luglio 1941 la nave stazionò inattiva a Venezia, poi, il 6 luglio 1941, venne requisita dalla Regia Marina nel capoluogo veneto ed iscritta nel ruolo del Naviglio ausiliario dello Stato con matricola D 18, classificata come incrociatore ausiliario. Armata con due cannoni da 100/47 mm e quattro mitragliere da 20/65 mm, la motonave venne adibita al servizio di scorta convogli e trasporto materiali. 
Alle 20.15 del 15 novembre 1942 il Narenta, impiegato in tale occasione come trasporto, lasciò Trapani per Biserta insieme ad un altro piccolo incrociatore ausiliario, il Lago Zuai, con funzioni di nave scorta. Alle dieci del mattino del giorno seguente, al largo dell'Isle of Dogs, il piccolo convoglio venne attaccato con il lancio di alcuni siluri contro il Narenta da parte di un sommergibile rimasto sconosciuto, cui il Lago Zuai rispose con fuoco d'artiglieria. Le due navi arrivarono poi a Biserta alle due del pomeriggio del 16 novembre.
Verso le due del pomeriggio del 6 aprile 1943, durante un pesante bombardamento aereo statunitense (ad opera della 12th USAAF) sul porto di Trapani (l'obiettivo era appunto il porto, che venne colpito così come la città, con 63 vittime tra la popolazione civile), ove si trovava ormeggiato, il Narenta venne centrato da alcune bombe sulla fiancata sinistra: con vasti squarci nello scafo e diverse stive e locali in via di allagamento, la nave, non essendo possibile tenerla agevolmente a galla, venne portata ad incagliare su bassifondali dietro ordine del Comando Marina di Trapani. Nel corso della notte la malridotta unità sviluppò un crescente sbandamento, che la portò, infine, a capovolgersi ed affondare nelle acque del porto, lasciando affiorare parte della fiancata di dritta per circa due metri d'altezza. Vi fu una vittima tra l'equipaggio, il carpentiere Virginio Schiavon.
Dichiarato abbandonato dal Ministero della Marina il 19 luglio 1943, il relitto del Narenta venne recuperato nel 1948 solo per essere smantellato.